# Мішель Леблон
Мішель Леблонд (фр. Michel Leblond; нар. 10 травня 1932, Реймс, Франція — пом. 17 грудня 2009, Реймс, Франція) — французький футболіст, півзахисник.

## Клубна кар'єра
Футбольну кар'єру розпочав у 1948 році в молодіжній команді «Реймсу» — одного знайсильніших футбольних колективів тогочасної Європи. В клубі відіграв понад 10 років. У 1950 році визнавався найкращим молодим футболістом країни, проте головний тренер «Реймсу» Альбер Баттьо в сезоні 1949/50 років поступово підпускав талановитого атакувального півзахисника до матчів у Лізі 1, основним гравцем команди Мішель став лише в сезоні 1953/54 років. У цей період Леблонд встиг стати чемпіоном та володарем кубку Франції. У 1952 році виступав за збірну Франції на олімпійському турнірі, а в 1954 році отримав дебютний виклик до національної збірної Франції. Разом з іменитішими футболістами; такими як: Копа, Фонтен, Марш та П'янтоні; юний Леблонд перетворився на незамінного футболіста в тактичних побудовах свого тренера. Незважаючи на те, що Мішель завжди тяжів до півзахисту, він надійно грав в обороні та володів потужним ударом. Разом зі «Стад» у 1956 та 1959 роках грав у фіналі Кубку європейських чемпіонів, к першому з яких відзначився голом у воротах мадридського «Реалу» (3:4).
Починаючи з 1958 року, тренер Баттьо поставив його лівим півзахисником, а Мішель Леблонд разом з Арман Пенверном та Робером Жонке сформував сформував атакувальний тандем топ-рівня. По завершенні сезону 1960/61 років, зігравши 271 матч у Лізі 1, 18 поєдинків у єврокубках та 4 поєдинки в національній збірній, залишив футбольну команду рідного міста. Разом з командою ще тричі вигравав чемпіонат та одного разу кубок Франції. Потім перейшов до «Страсбура», в якому виступав до 1964 року.

## Кар'єра в збірній
З травня 1954 по жовтень 1957 року зіграв 4 матчі (1 гол) у футболці національної збірної Франції. Дебютував за збірну 30 травня 1954 року в нічийному (3:3) товариському матчі проти Бельгії. Разом з «триколірними» поїхав на Чемпіонат світу 1954 року в Швейцарії, проте на турнірі не зіграв жодного поєдинку.

## Кар'єра тренера
По завершенні футбольної кар'єри розпочав тренерську діяльність. Спочатку тренував молодіжний склад «Реймсу», а в 1975 році протягом декількох місяців очолював першу команду рідного клубу.

## По завершенні кар'єри
Разом з гравцем «Реймсу» Раймоном Копа допоміг створити французьке представництво торгової марки Adidas; у 1964 році приєднався до Жуста Фонтена у представництві компанії на сході Франції. Проживав у Реймсі до власної смерті.

## Статистика виступів
| Сезон   | Клуб       | Країна  | Змагання   | Матчі | Голи |
| ------- | ---------- | ------- | ---------- | ----- | ---- |
| 1949/50 | «Реймс»    | Франція | Дивізіон 1 | 6     | 0    |
| 1950/51 | «Реймс»    | Франція | Дивізіон 1 | 11    | 3    |
| 1951/52 | «Реймс»    | Франція | Дивізіон 1 | 11    | 1    |
| 1952/53 | «Реймс»    | Франція | Дивізіон 1 | 3     | 0    |
| 1953/54 | «Реймс»    | Франція | Дивізіон 1 | 23    | 3    |
| 1954/55 | «Реймс»    | Франція | Дивізіон 1 | 31    | 5    |
| 1955/56 | «Реймс»    | Франція | Дивізіон 1 | 33    | 5    |
| 1956/57 | «Реймс»    | Франція | Дивізіон 1 | 24    | 3    |
| 1957/58 | «Реймс»    | Франція | Дивізіон 1 | 29    | 3    |
| 1958/59 | «Реймс»    | Франція | Дивізіон 1 | 34    | 3    |
| 1959/60 | «Реймс»    | Франція | Дивізіон 1 | 34    | 1    |
| 1960/61 | «Реймс»    | Франція | Дивізіон 1 | 32    | 3    |
| 1961/62 | «Страсбур» | Франція | Дивізіон 1 | 32    | 2    |
| 1962/63 | «Страсбур» | Франція | Дивізіон 1 | 37    | 0    |
| 1963/64 | «Страсбур» | Франція | Дивізіон 1 | 27    | 1    |
| 1964/65 | «Страсбур» | Франція | Дивізіон 1 | 3     | 0    |

### У збірній
| Матчі й голи в збірній | Матчі й голи в збірній | Матчі й голи в збірній | Матчі й голи в збірній | Матчі й голи в збірній | Матчі й голи в збірній | Матчі й голи в збірній |
| #                      | Дата                   | Стадіон                | Суперник               | Матч                   | Гол                    | Змагання               |
| 1954                   | 1954                   | 1954                   | 1954                   | 1954                   | 1954                   | 1954                   |
| ---------------------- | ---------------------- | ---------------------- | ---------------------- | ---------------------- | ---------------------- | ---------------------- |
| 1.                     | 30.05.1954             | Брюссель, Бельгія      | Бельгія                | 3:3                    | 0                      | товариський            |
| 1956                   |                        |                        |                        |                        |                        |                        |
| 2.                     | 15.02.1956             | Болонья, Італія        | Італія                 | 0:2                    | 0                      | товариський            |
| 3.                     | 25.03.1956             | Париж, Франція         | Австрія                | 3:1                    | 1                      | товариський            |
| 1957                   |                        |                        |                        |                        |                        |                        |
| 4.                     | 27.10.1957             | Брюссель, Бельгія      | Бельгія                | 0:0                    | 0                      | кв. ЧС 1958            |

## Досягнення
- Чемпіонат Франції
  -  Чемпіон (4): 1953, 1955, 1958, 1960

- Кубок Франції
  -  Володар (2): 1950, 1958

- Суперкубок Франції
  -  Володар (3): 1955, 1958, 1960

- Кубок Шарля Драго
  -  Володар (1): 1954

- Кубок європейських чемпіонів
  -  Фіналіст (2): 1956, 1959